# أندرسون هنريكس
أندرسون هنريكس (بالبرتغالية: Anderson Henriques‏) هو منافس ألعاب قوى برازيلي، ولد في 3 مارس 1992 في Caçapava do Sul ‏ في البرازيل.

## وصلات خارجية
- أندرسون هنريكس على موقع الاتحاد الدولي لألعاب القوى (الإنجليزية)
- أندرسون هنريكس على موقع الدوري الماسي (الإنجليزية)
- أندرسون هنريكس على موقع أوليمبيديا (الإنجليزية)